# Ball Ground
Ball Ground és una població dels Estats Units a l'estat de Geòrgia. Segons el cens del 2000 tenia 730 habitants.

## Demografia
Segons el cens del 2000, Ball Ground tenia 730 habitants, 269 habitatges, i 207 famílies. La densitat de població era de 227,3 habitants per km².
Dels 269 habitatges en un 33,1% hi vivien nens de menys de 18 anys, en un 64,3% hi vivien parelles casades, en un 9,3% dones solteres, i en un 23% no eren unitats familiars. En el 20,1% dels habitatges hi vivien persones soles el 10,8% de les quals corresponia a persones de 65 anys o més que vivien soles. El nombre mitjà de persones vivint en cada habitatge era de 2,71 i el nombre mitjà de persones que vivien en cada família era de 3,14.
Per edats la població es repartia de la següent manera: un 27,3% tenia menys de 18 anys, un 6,2% entre 18 i 24, un 29,3% entre 25 i 44, un 25,8% de 45 a 60 i un 11,5% 65 anys o més.
L'edat mediana era de 36 anys. Per cada 100 dones de 18 o més anys hi havia 97,4 homes.
La renda mediana per habitatge era de 45.875 $ i la renda mediana per família de 51.429 $. Els homes tenien una renda mediana de 39.125 $ mentre que les dones 27.361 $. La renda per capita de la població era de 18.147 $. Entorn del 6,7% de les famílies i el 12,2% de la població estaven per davall del llindar de pobresa.

## Poblacions més properes
El següent diagrama mostra les poblacions més properes.